# Stelis ophioglossoides
Stelis ophioglossoides là một loài lan được tìm thấy ở Caribbe đến miền bắc Nam Mỹ. Đây là loài điển hình của chi Stelis.